# 被爆電車
被爆電車（ひばくでんしゃ）とは、原子爆弾の炸裂で被爆した電車のことである。本項では1945年（昭和20年）8月6日に行われた広島市への原子爆弾投下および、同年8月9日に行われた長崎市への原子爆弾投下による鉄道車両への被害について記す。

## 各事業者別の概要

### 広島電鉄
当時の全在籍車両123両のうち、全焼22両、半焼3両、大破23両、中破24両、小破36両、無被災15両だった。形式ごとの内訳と被災後の処遇は以下の通り。うち651～653と156は2025年時点で現役車両として車籍を残す。
100形
39両在籍のうち36両被災。15両は100形として復旧、2両は450形へ改造され復旧、残る22両は廃車。
150形
10両在籍のうち9両被災。全車復旧。
200形
10両在籍のうち全車被災。全車復旧。
300形
5両在籍のうち3両被災。復旧されることなく全車廃車。
400形
30両在籍のうち29両被災。全車復旧。
450形
11両在籍のうち全車被災。全車復旧。
500形
10両在籍のうち3両被災。全車復旧。
600形
3両在籍のうち2両被災。全車復旧。
650形
5両在籍のうち全車被災。全車復旧。
復旧された車両の大半は既に廃車となっているが、650形については低床化、ワンマン化、冷房化などの各種改造を受け、2023年（令和5年）現在も651・652・653（貸切専用）の3両が現役で稼働している。654は広島県ヌマジ交通ミュージアムにて常設展示中。また、150形156は1971年（昭和46年）に一旦は廃車となったものの、1987年（昭和62年）に車籍が復活している。

### 可部線

#### モハ90形（モハ90001 - 90007）、モハ91形（モハ91001 - 91002）

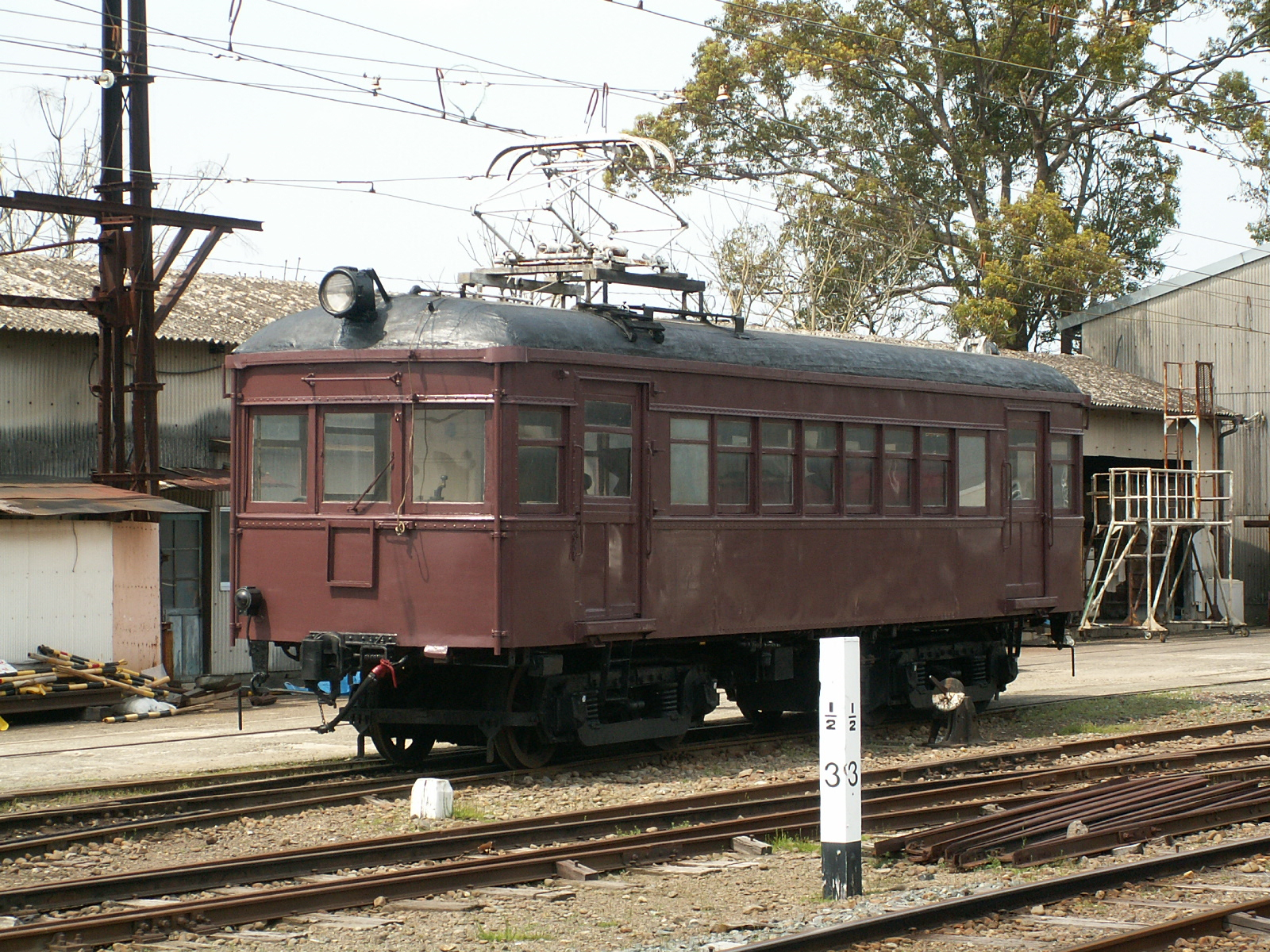
モハ71（実際には被爆していない）

可部線においては、山口県の幡生工機部に入場していたモハ90001・90005を除き、横川駅構内で全車が被爆した。被害程度の小さかったモハ90003のみ復旧されたが、それ以外は1946年（昭和21年）11月付で廃車となった。残ったモハ90005・90003・90001は1953年（昭和28年）の廃車後に熊本電気鉄道に譲渡され、それぞれモハ71 - 73となった。このうちモハ71は、工場の機械扱いではあるが現存する。
モハ71はしばしば被爆電車と呼ばれるが、前述の通り原爆投下当時は山口県の幡生工機部に入場していたので、実際に被爆したわけではない。

#### 木造省電
可部線では沿線に軍需工場が進出してきたことで旅客が増加したため、1941年頃より順次、木造省電（モハ1形、クハ6形）が転属してきた。在来車に合わせて集電装置をパンタグラフからポールに変更していたのが特徴である。原爆投下時点では7両が在籍していたが、このうちモハ1052・モハ1042・クハ6006の3両が横川駅構内で被災し廃車となった。

### 長崎電気軌道

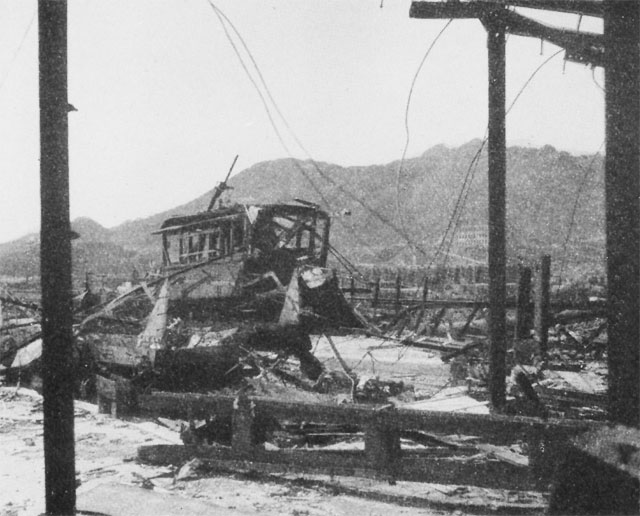
大破した電車
（被爆直後の大橋停留場にて）

当時の全在籍車両56両の内16両が焼失、当時在籍していた車両殆どに被害があった。

#### 焼失車両車番
- 1形：2号 - ウェイバックマシン（2006年2月26日アーカイブ分）
- 20形：22・24・32・33号 - ウェイバックマシン（2009年1月17日アーカイブ分）
- 40形：45・46・49・50・51・53・57・58号 - ウェイバックマシン（2006年2月26日アーカイブ分）
- 120形：125・126号 - ウェイバックマシン（2006年2月26日アーカイブ分）
- 130形：132号 - ウェイバックマシン（2009年10月29日アーカイブ分）

#### 戦災復旧車
- 2・22（21として復旧）・45・49・51・53・57号 - ウェイバックマシン（2016年3月4日アーカイブ分）
- 24・32・33号 - ウェイバックマシン（2006年2月26日アーカイブ分）は1947年から1949年までに新製の木造車体を載せて復旧した。残りの車両は復旧されず廃車となった。広島電鉄と異なり、長崎電気軌道では当時はすべて木造車を使用していたため、復旧車も車体は完全に新製している。

戦災復旧車は1960年代まで運用されたが、西鉄福岡市内線から譲り受けた160形や自社発注の360形・370形・500形が増備されたため1967年（昭和42年）までにすべて廃車となった。
最後の被爆電車は創業車である1形1号の車体を改造した電動貨車101号で、最後の単車として1972年（昭和47年）までその姿を残していた。また、台車や機器類に限れば2025年現在もシーショア・トロリー・ミュージアムにて130形134号が保存されている。
しかし、広島のように被爆電車に対する歴史的意義が注目されることもなく解体されてしまい、現在保存されている被爆電車は皆無である。
原爆投下時に単車ばかりで近代的なボギー車が存在しなかった事（1943年（昭和18年）に計画されたが、不認可になった）、路面電車の廃止が相次ぎ、経営体質改善のために単車からボギー車に入れ替えたりしていた1965年頃に、長崎電気軌道のバス部門の経営不振問題があった事等も、被爆電車が残らなかった一因であると考えられる。